# Alvarezsauridae
Die Alvarezsauridae sind eine Verwandtschaftsgruppe (Taxon) vogelähnlicher theropoder Dinosaurier innerhalb der Coelurosauria. Sie lebten vom Oberjura bis zur Oberkreide in Asien, Nord-, und Südamerika, möglicherweise kamen sie auch in Australien und Europa vor.

## Merkmale
Die Alvarezsauriden waren schlanke und langbeinige Tiere, die einen halben bis zwei Meter lang wurden. Die Vorderbeine waren sehr kurz aber kräftig. Ein Finger, der Daumen, ist stark vergrößert und mit einer scharfen Kralle versehen, die übrigen zwei Finger sind zu winzigen Resten reduziert. Es wird unter anderem vermutet, dass die Vorderbeine zum Graben nach staatenbildenden  Insekten, wie Termiten, dienten. 
Die Alvarezsauridae haben eine Reihe von Merkmalen mit den Vögeln gemeinsam. So ist ihr kleines Brustbein (Sternum) mit einer Brustbeinleiste versehen, das die Ansatzfläche für die Muskulatur der Vordergliedmaßen vergrößert. Wie bei den Vögeln sind bei ihnen Handwurzel- und Mittelhandknochen verschmolzenen (Carpometacarpus). Bei Shuvuuia wurden federartige Strukturen festgestellt.

## Systematik

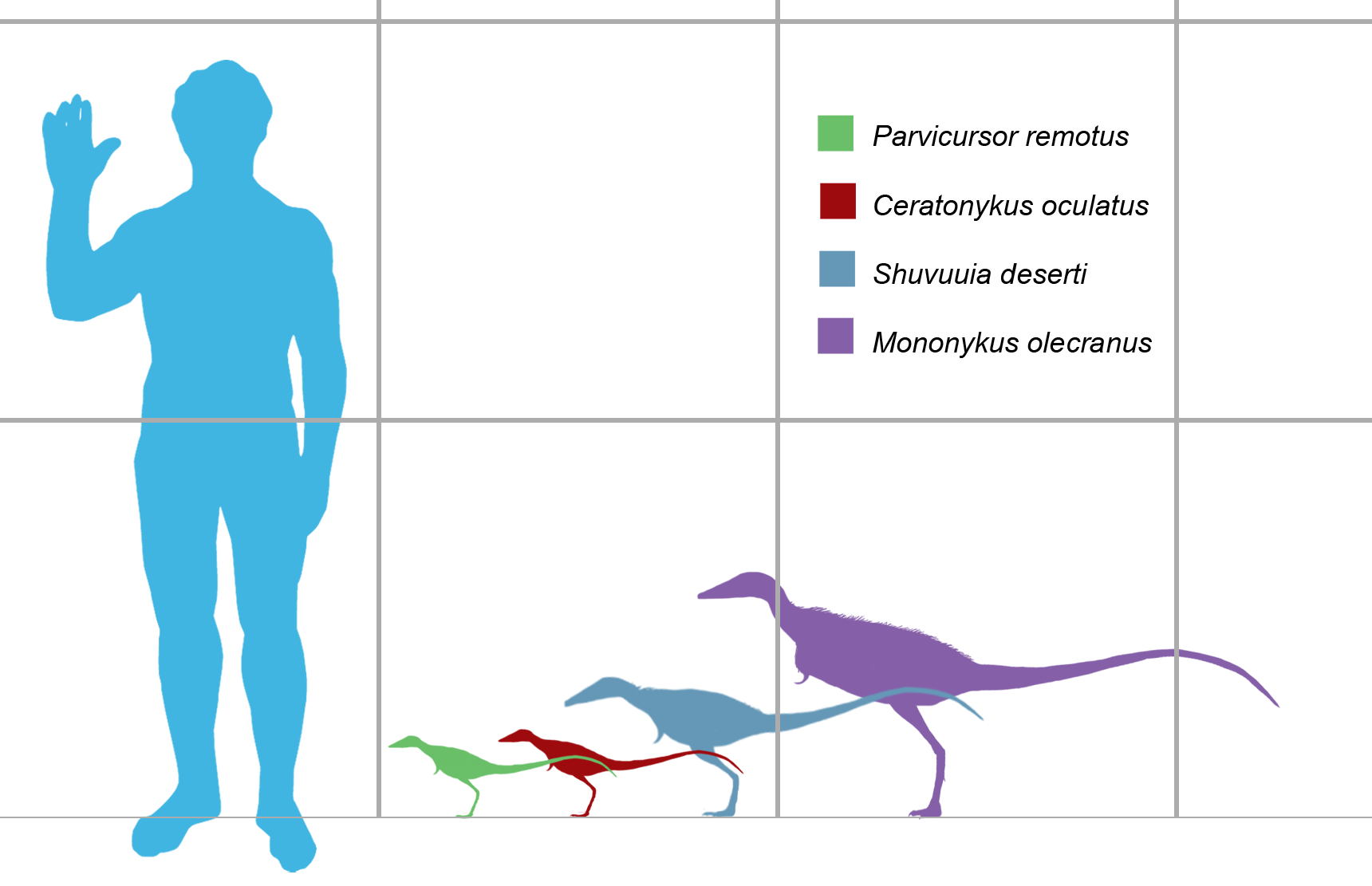
Kleinere Alvarezsauridae (Parvicursorinae) im Größenvergleich (v. l. n. r.):
Parvicursor remotus
Ceratonykus oculatus
Shuvuuia deserti
Mononykus olecranus

Die Alvarezsauridae wurden ursprünglich sehr nahe bei den Vögeln, etwa als Schwestergruppe von Archaeopteryx zugeordnet. Diese Vorstellung wurde jedoch von später entdeckten aber primitiveren Formen wie Haplocheirus, Patagonykus und Alvarezsaurus relativiert, die nicht alle vogelähnlichen Merkmale der ersten entdeckten Gattungen Mononykus und Shuvuuia zeigen. Die entsprechenden Merkmale könnten sich bei Vögeln und den späten Alvarezsauriden demnach auch unabhängig (konvergent) voneinander entwickelt haben.
Die systematische Position der Alvarezsauridae ist unklar und Gegenstand kontroverser Debatten. Sie werden innerhalb der Coelurosauria zu den Maniraptora gestellt oder als Schwestergruppe der Ornithomimosauria zu den Ornithomimiformes. 
- Alvarezsauroidea
  - Haplocheirus[1]
- Alvarezsauridae
  - Alvarezsaurus
  - Heptasteornis?
  - Kol? [3]
  - Patagonykinae
    - Achillesaurus?
    - Bonapartenykus
    - Patagonykus

  - Parvicursorinae
    - „Ornithomimus“ minutus
    - Ondogurvel[4]
    - Parvicursor
    - Ceratonykini
      - Albinykus
      - Ceratonykus
      - Xixianykus

    - Mononykini
      - Albertonykus
      - Linhenykus
      - Mononykus
      - Shuvuuia

## Literatur

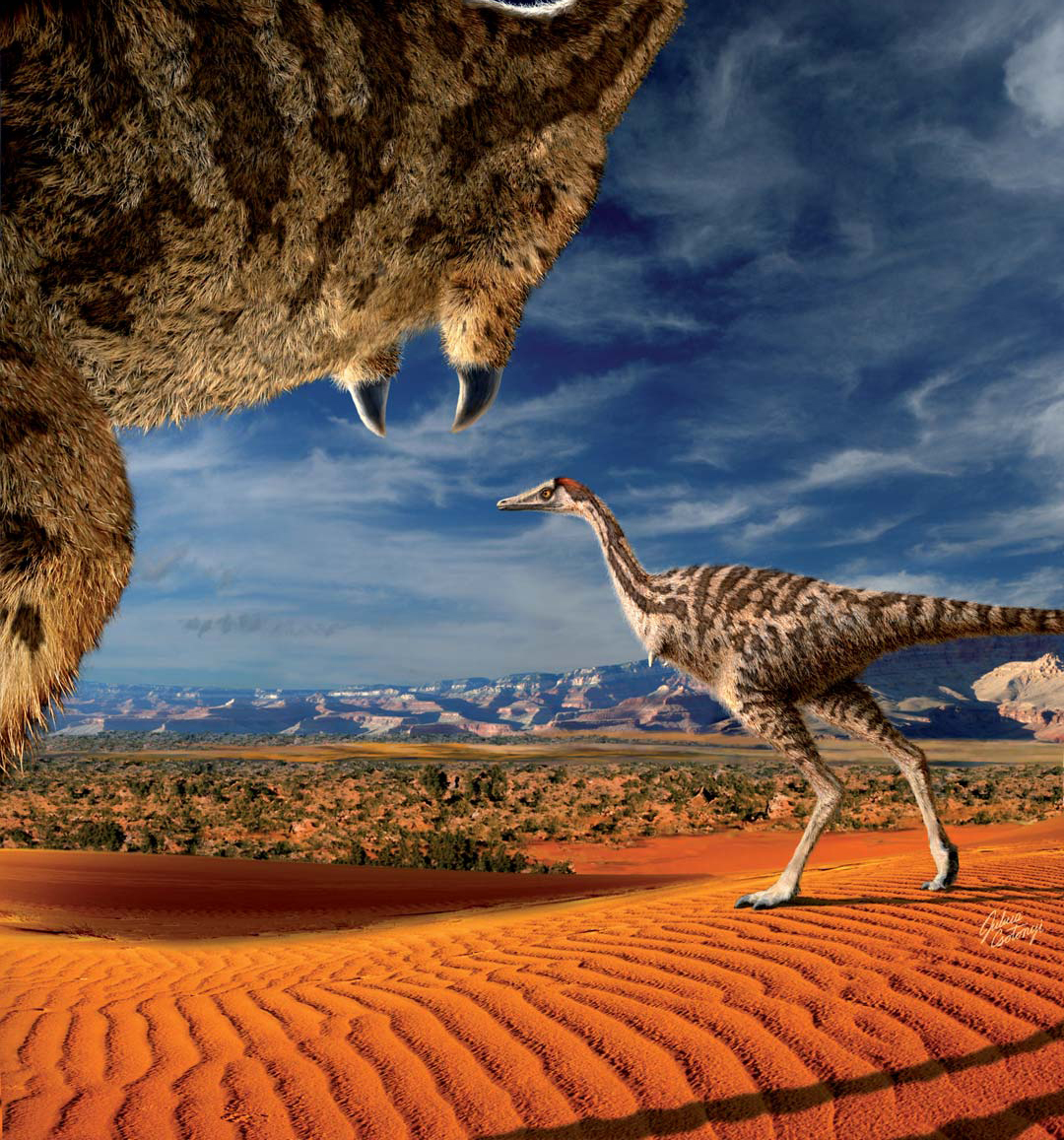
Lebendrekonstruktion von Linhenykus